# Laimon
|  | Per a altres significats, vegeu «Laimont (Mosa)». |

Laimont (en francès Laymont) és un municipi francès situat al departament del Gers i a la regió d'Occitània.

## Demografia
| 1962                                       | 1968 | 1975 | 1982 | 1990 | 1999 | 2006 |
| ------------------------------------------ | ---- | ---- | ---- | ---- | ---- | ---- |
| 263                                        | 254  | 218  | 210  | 199  | 216  | 206  |
| Des de 1962: població sense dobles comptes |      |      |      |      |      |      |

## Administració
| Període   | Identitat          | Partit |
| --------- | ------------------ | ------ |
| 2001-2008 | André Saint-Sernin |        |
| 2008-     | Gilbert Lassave    |        |